# موکوتزی ماسیسی
موکوِتزی اِریک گَبِج ماسیسی Mokgweetsi Eric Keabetswe Masisi (‎/mɔːkˈweɪtsi/‎؛ متولد ۲۱ ژوئیه ۱۹۶۱) یک سیاستمدار اهل بوتسوانا است که به عنوان پنجمین رئیس‌جمهور بوتسوانا از سال ۲۰۱۸ تا ۲۰۲۴ خدمت کرده است. او از ۱۲ نوامبر ۲۰۱۴ تا ۱ آوریل ۲۰۱۸ به عنوان هشتمین معاون رئیس‌جمهور بوتسوانا نیز خدمت کرد. وی از سال ۲۰۰۹ تا ۲۰۱۸ نماینده مجمع ملی در حوزه انتخابیه موشوپا-مانیانا(Moshupa-Manyana) بود.